# Twin Noir
Twin Noir (Eigenschreibweise: TWIN NOIR) ist eine von Cody Barcelona und Ian Volt in Berlin gegründete Band. Stilistisch reichen ihre Einflüsse nach eigenen Angaben von Bands wie Kraftwerk oder DAF über die Genres Electronic Body Music und Techno bis zum Punk und Rock der 1970er bis 1990er.

## Geschichte
Die beiden Musiker begegneten sich im Laufe der 2010er Jahre immer wieder, als sie als Mitglieder unterschiedlicher Bands aktiv waren und in ganz Deutschland Konzerte spielten. Im Jahr 2021 gründeten sie nach einigen gemeinsamen Jamsessions Twin Noir.
Die erste Tournee mit 15 Konzerten fand 2022 in Mexiko statt, da zu dieser Zeit Auftritte in Europa wegen der COVID-19-Pandemie nicht möglich waren. Zu dieser Zeit entstand in Mexiko-Stadt auch der erste Teil des Twin-Noir-Debütalbums 2 punks and a tape machine, das im weiteren Verlauf des Jahres in Portugal fertig gestellt wurde und 2023 sowohl digital auf Streamingportalen als auch auf Schallplatte, Kassette und CD erschien.
Über die Zeit in Mexiko gibt es einen Dokumentarfilm, der später auf YouTube veröffentlicht wurde.
Nach ihrer Rückkehr nach Europa folgten Konzerte in Deutschland und weiteren Ländern im Vorprogramm von She Past Away, DAF und Traitrs.
Das zweite Album Chapter 2 erschien am 9. September 2024 in unterschiedlichen Editionen auf Schallplatte und CD.

## Stil
Twin Noir spielen eine Mischung aus Punk, Post-Punk und Wave, wobei die Gitarren und elektronische Instrumente wie Sampler, Drumcomputer und Theremin gleich stark vertreten sind. Klangflächen werden so mal vom Synthesizer, mal von einer Gitarre gespielt. Zusätzlich kommt ein analoges Tonbandgerät zum Einsatz.
Die gesellschaftskritischen und satirisch-dadaistischen Texte sind meist in deutscher Sprache verfasst und bedienen sich oft des Stilmittels des Minimalismus.

## Diskografie

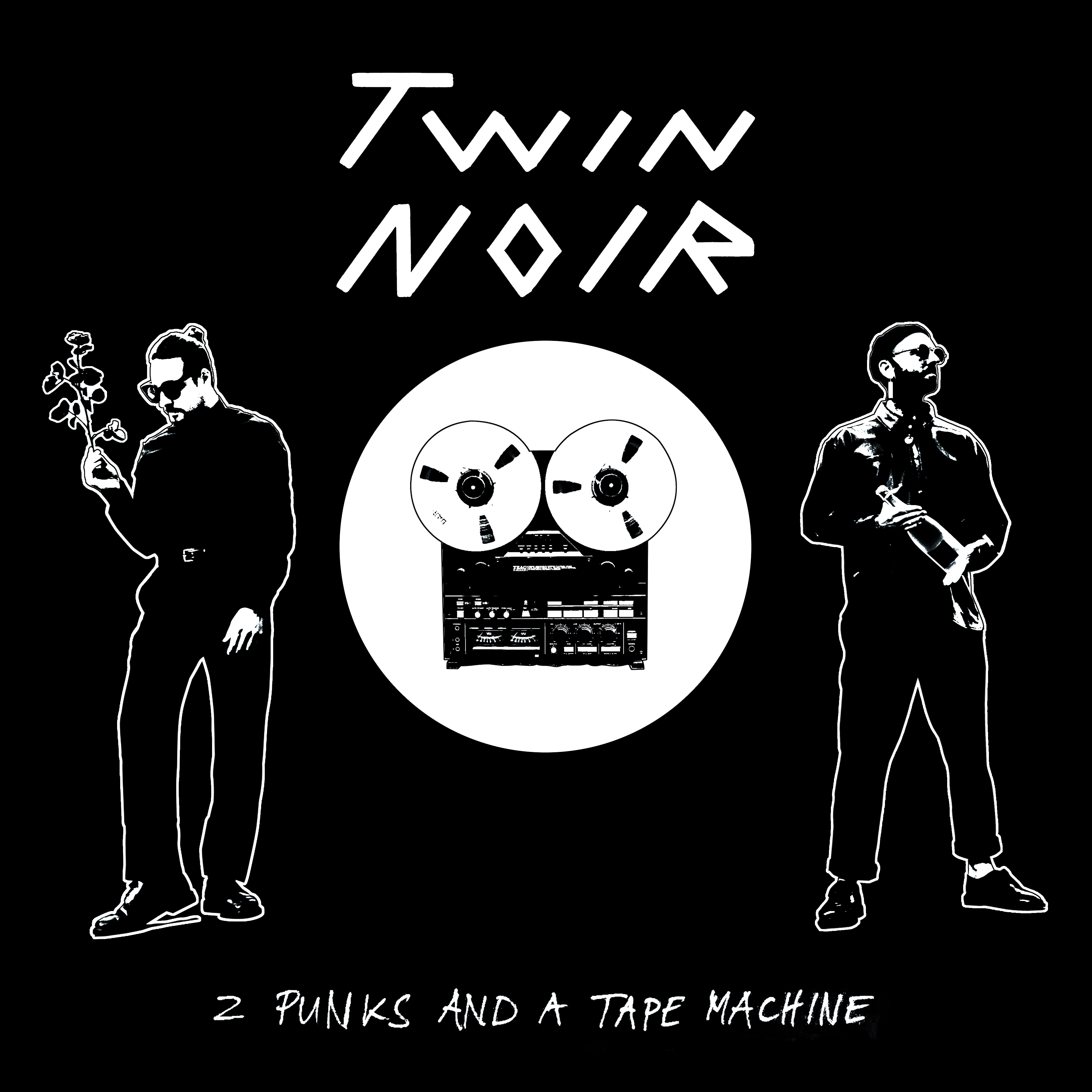
Twin Noir – Album Artwork 2 punks and a tape machine

### Alben
- 2023: 2 punks and a tape machine
- 2024: Chapter 2

### EPs
- 2021: 2 punks and a tape machine, chapter 1

### Singles
- 2021: Eins will gesagt sein
- 2021: Analog
- 2022: Ich tanz
- 2023: Destruction (Wer will nochmal 18 sein)
- 2024: Ostkreuz